# WTA Challenger Båstad
Das WTA Challenger Båstad (offiziell: Nordea Open, vormals: Swedish Open) ist ein Tennisturnier der WTA Challenger Series, das in der schwedischen Stadt Båstad ausgetragen wird.

## Siegerliste

### Einzel
| Jahr | Siegerin               | Finalgegnerin   | Ergebnis       |
| ---- | ---------------------- | --------------- | -------------- |
| 2019 | Misaki Doi             | Danka Kovinić   | 6:4, 6:4       |
| 2020 | abgesagt               | abgesagt        | abgesagt       |
| 2021 | Nuria Párrizas Díaz    | Wolha Hawarzowa | 6:2, 6:2       |
| 2022 | Su Jeong Jang          | Rebeka Masarova | 3:6, 6:3, 6:1  |
| 2023 | Olga Danilović         | Emma Navarro    | 7:64, 3:6, 6:3 |
| 2024 | Martina Trevisan       | Ann Li          | 6:2, 6:2       |
| 2025 | Elisabetta Cocciaretto | Katarzyna Kawa  | 6:3, 6:4       |

### Doppel
| Jahr | Siegerinnen                       | Finalgegnerinnen                       | Ergebnis          |
| ---- | --------------------------------- | -------------------------------------- | ----------------- |
| 2019 | Natalja Wichljanzewa Misaki Doi   | Alexa Guarachi Danka Kovinić           | 7:5, 6:74, [10:7] |
| 2020 | abgesagt                          | abgesagt                               | abgesagt          |
| 2021 | Mirjam Björklund Leonie Küng      | Tereza Mihalíková Kamilla Rachimowa    | 5:7, 6:3, [10:5]  |
| 2022 | Misaki Doi Rebecca Peterson       | Mihaela Buzarnescu Irina Chromatschowa | kampflos          |
| 2023 | Irina Chromatschowa Panna Udvardy | Eri Hozumi Jang Su-jeong               | 4:6, 6:3, [10:5]  |
| 2024 | Peangtarn Plipuech Tsao Chia-yi   | María Carlé Julia Riera                | 7:5, 6:3          |
| 2025 | Jesika Malečková Miriam Škoch     | Irene Burillo Escorihuela Berfu Cengiz | 6:4, 6:3          |